# Indicator exilis
Indicator exilis е вид птица от семейство Indicatoridae.

## Разпространение
Видът е разпространен в Ангола, Бенин, Бурунди, Габон, Гана, Гвинея, Гвинея-Бисау, Екваториална Гвинея, Замбия, Камерун, Република Конго, Демократична република Конго, Кот д'Ивоар, Кения, Либерия, Нигерия, Руанда, Сенегал, Сиера Леоне, Судан, Танзания, Того, Уганда, Централноафриканската република и Южен Судан.